# قانون باركنسون

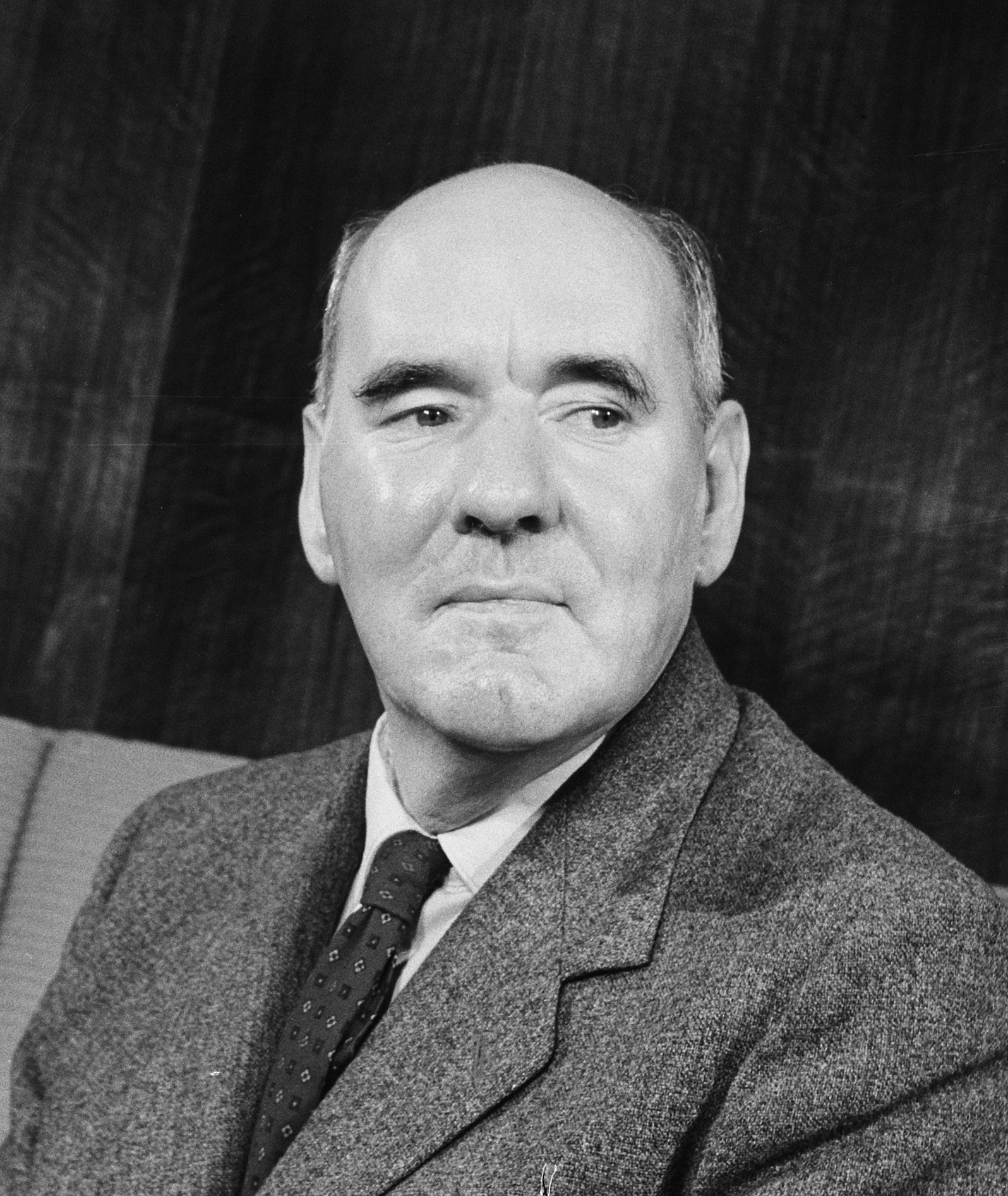

قانون باركنسون (بالإنجليزية: Parkinson's law)‏ هو قانون قائم على مفهوم أن العمل يتوسع لكي يملأ كل الوقت المتاح لإنجازه، وهذا يدعو إلى عدم تخصيص وقت أطول لتنفيذ عمل ما. يميل أي مشروع إلى استغراق الوقت المخصص له، فإذا خُصصت ساعتان على سبيل المثال لمجموعة من الأفراد لإنجاز مهمة معينة مقابل أربعة ساعات لمجموعة أخرى من الأفراد لإنجاز المهمة ذاتها، فإن كلا المجموعتين تنهيان العمل في حدود الوقت المحدد لها. وبعبارة أخرى، يتمدد العمل كي يملأ الوقت المتاح لاستكماله. ويطبَق هذا القانون عن طريق تحويل الأعمال إلى مشاريع مع تحديد وقت نهائي وحاسم لكل عمل من الأعمال مع الالتزام الكامل بهذا الموعد والتدرج في الأولوية.